# カール・ツァイスの天体望遠鏡製品一覧
カール・ツァイスの天体望遠鏡製品一覧は、カール・ツァイスが製造販売してきた天体望遠鏡関係の製品の一覧である。

## 大型望遠鏡
- 65cm写真赤道儀（1929年完成） - 有効口径65cm、焦点距離1,021cm。東京天文台（現国立天文台）。有効口径38cm、焦点距離1,083cmの実視望遠鏡を同架している。
- 65cm屈折赤道儀（1974年完成） - 有効口径65cm、焦点距離10.5m。飛騨天文台。ドーム径15m。
- ドームレス太陽望遠鏡（1979年完成） - 飛騨天文台。
- 45cm屈折赤道儀（1927年購入、1960年換装） - 有効口径45cm。1927年京都大学理学部で30cm屈折赤道儀を購入、1929年10月花山天文台設立時に移転した。1960年対物レンズが45cmに換装された。
- 20cm屈折望遠鏡（1927年完成） - 有効口径20cm、焦点距離359cm。東京天文台。
- 20cm彗星捜索鏡（1927年完成） - 有効口径20cm、焦点距離120cm。レンズは3枚合わせ。東京天文台。当初は卯酉儀室に入れてあったが1935年春に移動屋根式の建物を新築し移動された。1937年頃日置隆一の指導で榎本製作所により運転時計装置が取り付けられた。1946年2月トリオター口径5cm、焦点距離18cm、手札判写真乾板のカメラが同架された。1949年対物レンズが取り外された。1951年日本光学工業（現ニコン）製11cmF12の望遠鏡を同架した。

## アマチュア及び学習用望遠鏡
鏡筒と赤道儀は共通のアリ溝アリ型で迅速に脱着できる。下記は1995年に同社の天文機器部門が閉鎖された時点での最終ラインナップで、1991年に東独ツァイス社が西独ツァイス傘下に入り東西ツァイスが実質的に統合されてから企画された新世代シリーズである。
＜鏡筒部＞
- MAK180/1800鏡筒　- 有効口径180mm、焦点距離1800mm。補正レンズ鍍銀部の曲率を周囲と変えたRu-Mak型マクストフカセグレン式望遠鏡で主鏡はガラスセラミック。
- APQ150/1200鏡筒 - 有効口径150mm、焦点距離1200mm。蛍石を中央に配した1群3枚構成オイル貼合アポクロマートのケプラー式望遠鏡。
- APQ130/1000鏡筒 - 有効口径130mm、焦点距離1000mm。蛍石を中央に配した1群3枚構成オイル貼合アポクロマートのケプラー式望遠鏡。
- APQ100/1000鏡筒 - 有効口径100mm、焦点距離1000mm。蛍石を中央に配した1群3枚構成オイル貼合アポクロマートのケプラー式望遠鏡。
- APQ100/640鏡筒 - 有効口径100mm、焦点距離640mm。蛍石を中央に配した1群3枚構成オイル貼合アポクロマートのケプラー式望遠鏡。
- AS100/100鏡筒 - 有効口径100mm、焦点距離1000mm。KzF2を前面に配した2群2枚構成非球面セミアポクロマートのケプラー式望遠鏡。
- AS80/840鏡筒 - 有効口径80mm、焦点距離840mm。KzF2を前面に配した2群2枚構成セミアポクロマートのケプラー式望遠鏡。
- C63/840鏡筒 - 有効口径63mm、焦点距離840mm。2群2枚構成アクロマートのケプラー式望遠鏡。

＜赤道儀＞
- II赤道儀 - アメリカ合衆国・アストロフィジクスの600E赤道儀をベースにOEM供給を受けたドイツ式赤道儀。APQ150/1200鏡筒、APQ130/1000鏡筒、MAK180/1800鏡筒に推奨。
- Ic赤道儀 - 赤経赤緯軸ともに12VDCモーターを内蔵した両軸電動駆動ドイツ式赤道儀。APQ130/1000鏡筒、APQ100/1000鏡筒、MAK180/1800鏡筒に推奨。
- Ic-T赤道儀 - Ic赤道儀の架頭部に極軸合わせのための垂直水平微動部を設けた移動型ドイツ式赤道儀。APQ130/1000鏡筒、APQ100/1000鏡筒、APQ100/640鏡筒に推奨。
- Ib赤道儀 - 赤経軸にACシンクロナスモーターを内蔵したドイツ式赤道儀。基本構造はIc赤道儀と共通。APQ130/1000鏡筒、APQ100/1000鏡筒、MAK180/1800鏡筒に推奨。
- TM赤道儀 - 赤経軸にACシンクロナスモーターを内蔵したドイツ式赤道儀。AS80/840鏡筒、C63/840鏡筒に推奨。
- T赤道儀 - モーター非内蔵で赤経赤緯軸ともに手動のドイツ式赤道儀。基本構造はTM赤道儀と共通。AS80/840鏡筒、C63/840鏡筒に推奨。

＜三脚・ピラー＞
- 大型ピラー - 据付を前提とした大型ピラー脚。Ic赤道儀、Ib赤道儀に適合。
- 3VS三脚 - 同社の大型セオドライド用S24三脚をベースに改良された大型三脚。Ic赤道儀、1b赤道儀に適合。
- 3VS-T三脚 - 同社の大型セオドライド用S24三脚をベースに改良された大型三脚。II赤道儀、Ic-T赤道儀に適合。
- 2VS三脚 - 同社の中型セオドライド用S23三脚をベースに改良された大型三脚。TM赤道儀、T赤道儀に適合。

＜東独モデル＞　東独時代のモデルのうち、東西ツァイス統合後も販売されていた望遠鏡は次の通り。
- Meniscas 180 　- MAK180/1800鏡筒をIb赤道儀、3VS三脚に搭載した完成望遠鏡。7.5x42ファインダー、オルソスコピック接眼鏡等が付属した。
- Amaturfernrohr 100 　- AS100/1000鏡筒をIb赤道儀、3VS三脚に搭載した完成望遠鏡。7.5x42ファインダー、オルソスコピック接眼鏡等が付属した。
- Amaturfernrohr 100F 　- APQ100/1000鏡筒をIb赤道儀、3VS三脚に搭載した完成望遠鏡。7.5x42ファインダー、オルソスコピック接眼鏡等が付属した。
- Telemator 　- C63/840鏡筒をTM赤道儀、2V三脚に搭載した完成望遠鏡。7.5x42ファインダー、オルソスコピック接眼鏡等が付属した。
- Telementor2 　- C63/840鏡筒をT赤道儀、2V三脚に搭載した完成望遠鏡。7.5x42ファインダー、オルソスコピック接眼鏡等が付属した。

※MAK180/1800鏡筒、AS100/1000鏡筒、APQ100/1000鏡筒、Ib赤道儀ともに新世代シリーズとは鏡筒デザインや機能の一部が異なる前バージョンのモデルである。また2V三脚は新世代シリーズでは廃番となったモデルで2VS三脚とは異なる。